# 술탄 오브 더 디스코
술탄 오브 더 디스코(Sultan of the Disco)는 대한민국의 인디 밴드이다. 2005년 무렵 밴드 사운드 중심인 한국 독립 음악씬에서 보기 드문, MR에 맞춰 립싱크 공연을 하는 댄스 그룹으로 데뷔했으나, 2013년 1집을 발매한 이후부터는 5인조 라이브 밴드로 활동 중이다. 1970년대 펑키 소울 사운드에 영향을 받은 디스코 음악을 하고 있다. 레이블 붕가붕가레코드의 소속이다.

## 구성원
술탄 오브 더 디스코의 멤버 중 일부는 기존에 예명을 가지고 있기도 하나, 이 그룹 활동을 위해 별도의 예명을 만들었다. 일부 장난스러운 포지션명이 존재하는데, 붕가붕가레코드 측의 공식 자료에서 소개한 것이다.
- 나잠 수 - 보컬, 댄스
- J. J. 핫산 - 코러스, 입식 및 좌식 댄스
- 지(G) - 베이스
- 홍기- 기타
- 김간지 - 드럼
- J.J - 캐스터네츠 및 탭댄스

### 전 구성원
- 무스타파 더거(덕우엉) - 보컬, 댄스
- 김덕호 - 댄스, 코러스, 공군 예비역
- 김덕호 아버지 - 유목민
- 무하마드 B. 마니 - 디스코 제왕
- 뫀짜르 바나 - 댄스, 코러스
- 말다르오 보 - 댄스, 코러스
- 알카예라 - 신디사이저

### 다른 구성원
붕가붕가레코드 소속의 다른 뮤지션이 일부 공연에서 게스트로 참가한 적이 있다.
- 장기에프(장기하) - 보컬, 댄스
- 보루네오 짜짜로니(정중엽) - 베이스 기타
- 신밧드 달러맨디(김현호) - 드럼

## 음반 목록

### 정규앨범
1. 《The Golden Age》 2013년 2월

### EP
1. 《요술왕자》 2007년 4월
2. 《여동생이 생겼어요》 2007년 11월
3. 《Groove Official》 2010년 5월
4. 《오리엔탈 디스코 특급》 2013년 2월
5. 《탱탱볼》 2014년 2월
6. 《웨ㅔㅔㅔㅔ》 2014년 12월
7. 《Easy Listening For Love》[1] 2019년 4월

## 같이 보기
- 플레이걸 - 술탄오브더디스코가 홍대 인디씬의 유일무이한 남성 댄스그룹이라면, 이들은 홍대 인디씬의 유일무이한 여성 댄스그룹이다.